# 卡扎 (喜馬偕爾邦)
卡扎（Kaza）是印度喜马偕尔邦北部拉豪爾和斯皮提縣西部喜马拉雅山脉的斯皮提山谷的一個乡镇。卡扎海拔3650米，是斯皮提山谷最大的乡镇和商业中心。